# کالائو (هاوایی)
کالائو (به انگلیسی: Kalaoa) یک منطقهٔ مسکونی در ایالات متحده آمریکا است که در هاوایی واقع شده‌است. کالائو ۱۱۸٫۱ کیلومتر مربع مساحت و ۹٬۶۴۴ نفر جمعیت دارد و ۲۰۷٫۲۷ متر بالاتر از سطح دریا واقع شده‌است.